# Acanthotrochus
Acanthotrochus is een geslacht van zeekomkommers uit de familie Myriotrochidae.

## Soorten
- Acanthotrochus antarcticus Belyaev & Mironov, 1981
- Acanthotrochus mirabilis Danielssen & Koren, 1881
- Acanthotrochus multispinus Belyaev & Mironov, 1981